# Winningen
Winningen je općina u njemačkoj saveznoj pokrajini Porajnju i Falačkoj, u blizini grada Koblenza. Oko 2450 stanovnika živi u naselju na rijeci Mosel.

## Poznate osobe
U Winningenu se 12. listopada 1868. rodio August Horch, osnivač Horcha i Audija.

## Vanjske poveznice
- Službena stranica (njem.)

### Ostali projekti
|  | Zajednički poslužitelj ima još gradiva o temi Winningen |